# منطقة جايبور
جَيبور أو (نقحرة: جايبور) رمزها «JP» (بالإنجليزية: Jaipur)‏ ، هو تقسيم إداري لدولة الهند تتبع ولاية راجستان (بالإنجليزية: Rajasthan)‏ ، مركزها هو مدينة جَيبور (بالإنجليزية: Jaipur)‏ عدد سكانها حسب تعداد سنة 2001 هو 5,252,388 ، مساحتها 11,152 كم² وكثافة السكان 471 لكل كم² .

## المناخ
يظهر الجدول التالي التغييرات المناخية على مدار السنة لمنطقة جَيبور:
| البيانات المناخية لـمنطقة جايبور  | البيانات المناخية لـمنطقة جايبور | البيانات المناخية لـمنطقة جايبور | البيانات المناخية لـمنطقة جايبور | البيانات المناخية لـمنطقة جايبور | البيانات المناخية لـمنطقة جايبور | البيانات المناخية لـمنطقة جايبور | البيانات المناخية لـمنطقة جايبور | البيانات المناخية لـمنطقة جايبور | البيانات المناخية لـمنطقة جايبور | البيانات المناخية لـمنطقة جايبور | البيانات المناخية لـمنطقة جايبور | البيانات المناخية لـمنطقة جايبور | البيانات المناخية لـمنطقة جايبور |
| الشهر                             | يناير                            | فبراير                           | مارس                             | أبريل                            | مايو                             | يونيو                            | يوليو                            | أغسطس                            | سبتمبر                           | أكتوبر                           | نوفمبر                           | ديسمبر                           | المعدل السنوي                    |
| --------------------------------- | -------------------------------- | -------------------------------- | -------------------------------- | -------------------------------- | -------------------------------- | -------------------------------- | -------------------------------- | -------------------------------- | -------------------------------- | -------------------------------- | -------------------------------- | -------------------------------- | -------------------------------- |
| الدرجة القصوى °م (°ف)             | 30 (86)                          | 32 (90)                          | 40 (104)                         | 43 (109)                         | 45 (113)                         | 43 (109)                         | 45 (113)                         | 39 (102)                         | 39 (102)                         | 38 (100)                         | 37 (99)                          | 32 (90)                          | 45 (113)                         |
| متوسط درجة الحرارة الكبرى °م (°ف) | 23 (73)                          | 26 (79)                          | 32 (90)                          | 37 (99)                          | 40 (104)                         | 40 (104)                         | 34 (93)                          | 32 (90)                          | 33 (91)                          | 33 (91)                          | 29 (84)                          | 24 (75)                          | 32 (89)                          |
| متوسط درجة الحرارة الصغرى °م (°ف) | 8 (46)                           | 11 (52)                          | 16 (61)                          | 21 (70)                          | 25 (77)                          | 27 (81)                          | 26 (79)                          | 24 (75)                          | 23 (73)                          | 19 (66)                          | 13 (55)                          | 9 (48)                           | 19 (65)                          |
| أدنى درجة حرارة °م (°ف)           | 1 (34)                           | 0 (32)                           | 5 (41)                           | 12 (54)                          | 17 (63)                          | 21 (70)                          | 16 (61)                          | 20 (68)                          | 19 (66)                          | 10 (50)                          | 6 (43)                           | 3 (37)                           | 0 (32)                           |
| الهطول مم (إنش)                   | 8 (0.3)                          | 12 (0.5)                         | 6 (0.2)                          | 4 (0.2)                          | 16 (0.6)                         | 66 (2.6)                         | 216 (8.5)                        | 231 (9.1)                        | 80 (3.1)                         | 23 (0.9)                         | 3 (0.1)                          | 3 (0.1)                          | 668 (26.2)                       |
| المصدر: BBC Weather               |                                  |                                  |                                  |                                  |                                  |                                  |                                  |                                  |                                  |                                  |                                  |                                  |                                  |